# 1746 en musique classique
| \| • Retour à la chronologie générale de la musique classique • \| |
| Grèce • Rome • Haut Moyen Âge • VIIIe siècle • IXe siècle • Xe siècle • XIe siècle XIIe siècle • XIIIe siècle • XIVe siècle • XVe siècle • XVIe siècle • XVIIe siècle XVIIIe siècle • XIXe siècle • XXe siècle • XXIe siècle |
| • Retour à la chronologie générale de la musique classique • |

| Années en musique classique : 1743 - 1744 - 1745 - 1746 - 1747 - 1748 - 1749    |
| Décennies en musique classique : 1710 - 1720 - 1730 - 1740 - 1750 - 1760 - 1770 |

## Événements
- 14 février : création de l'Occasional Oratorio de Georg Friedrich Haendel.
- 4 mars : Artamene, opéra de Gluck est donné au Théâtre de Haymarket à Londres.
- 4 octobre : Scylla et Glaucus, opéra de Jean-Marie Leclair, joué par l’Académie royale de musique philidor.cmbv.fr.
- L'Art de la fugue de Jean-Sébastien Bach (1746-1749).
- Judas Maccabaeus de Georg Friedrich Haendel.

## Naissances

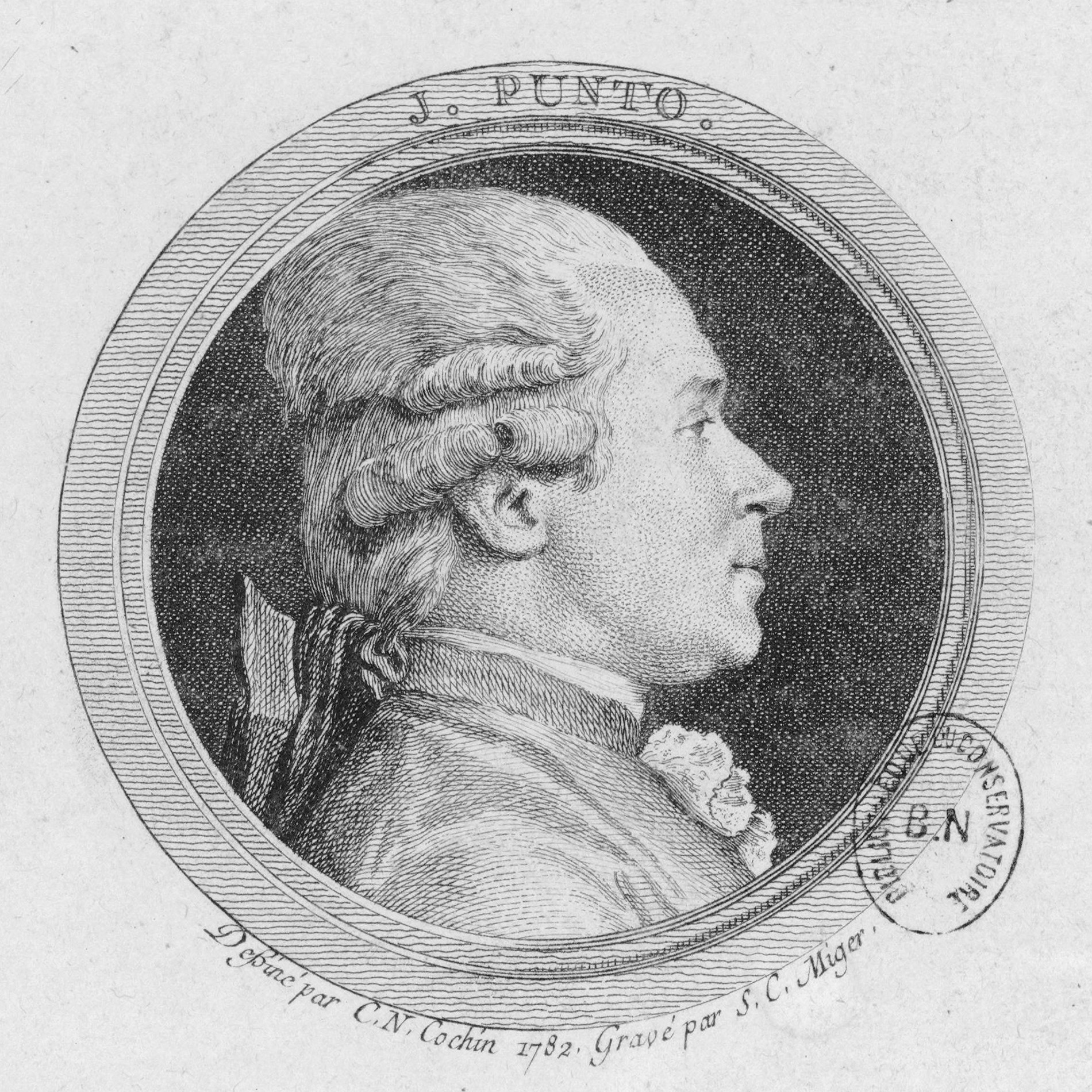
Giovanni Punto

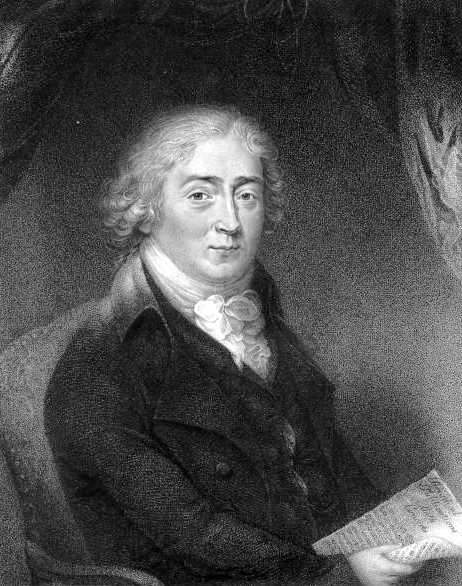
Venanzio Rauzzini

- 13 février : Giuseppe Maria Cambini, compositeur italien († 29 décembre 1825).
- 20 février : Elisabeth Augusta Wendling, cantatrice allemande († 10 janvier 1786).
- 17 mars : Jan David Holland, compositeur polonais († 26 décembre 1827).
- 3 juin : James Hook, compositeur et organiste anglais († 1827).
- 6 juillet : Giovanni Battista Grazioli, compositeur et organiste italien († 6 février 1820).
- 21 août : Ignaz Umlauf, compositeur, altiste et chef d'orchestre autrichien († 8 juin 1796).
- 28 septembre : Giovanni Punto, compositeur, violoniste et corniste tchèque († 16 février 1803).
- 29 septembre : Ernst Ludwig Gerber, compositeur allemand, connu pour ses publications musicologiques († 30 juin 1819).
- 7 octobre : William Billings, compositeur américain († 26 septembre 1800).
- 19 décembre : Venanzio Rauzzini, castrat soprano, compositeur et professeur de chant italien († 8 avril 1810).

Date indéterminée
- Marie-Emmanuelle Bayon, compositrice, pianiste et salonnière française († 19 mars 1825).
- Johann Ernst Dauer, acteur de théâtre et ténor allemand († 27 septembre 1827).
- Alphonse-Marie-Denis Devismes de Saint-Alphonse, auteur dramatique et librettiste français († 18 mai 1792).
- Jeanne-Marie Marsan, comédienne d'art dramatique française et chanteuse d'opéra († 25 février 1807).
- Soligny, comédien et chanteur français.

## Décès

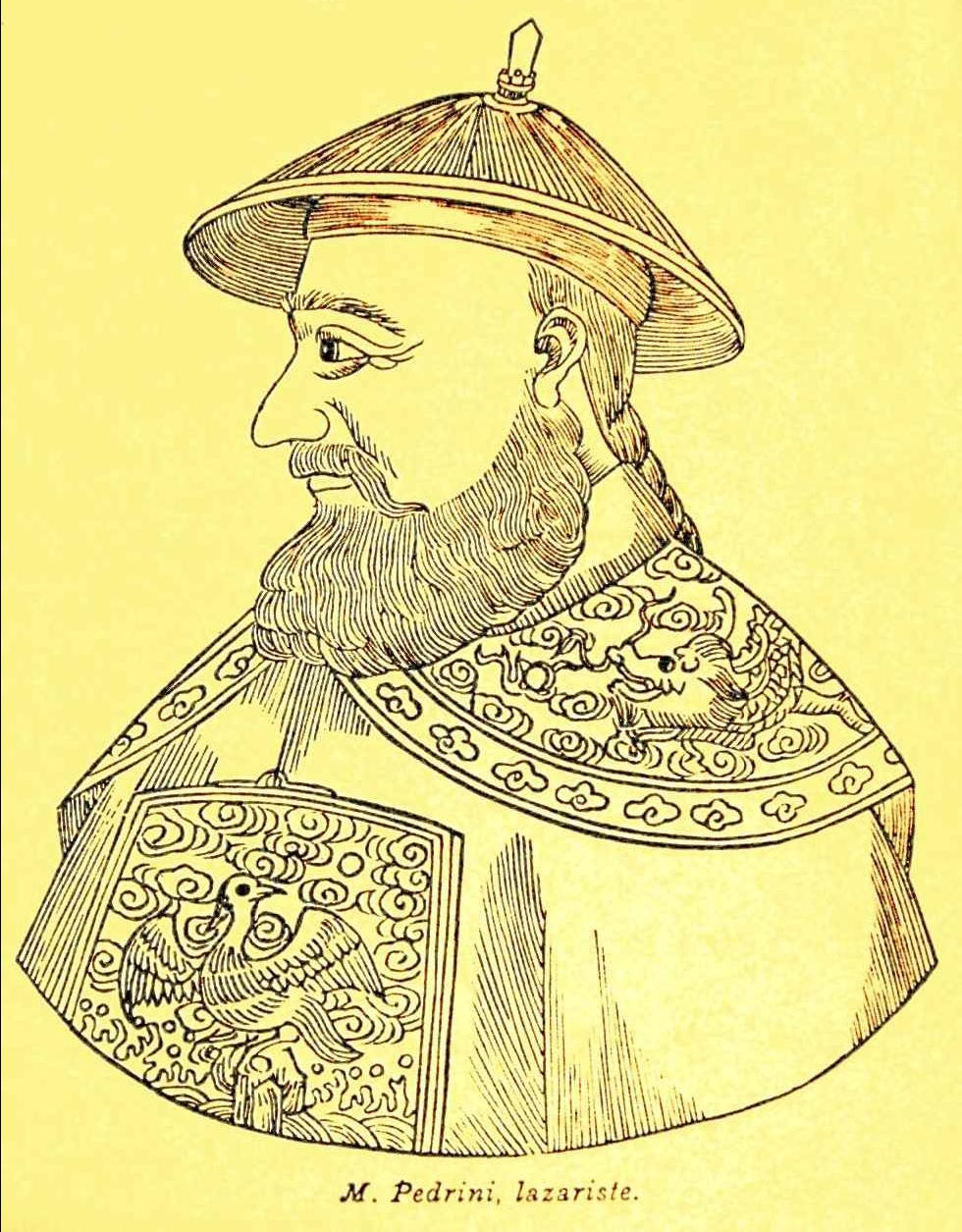
Teodorico Pedrini

- 21 janvier : Gottfried Kirchhoff, compositeur allemand (° 15 septembre 1685).
- 30 mars : Jean-Joseph Fiocco, musicien, organiste et compositeur bruxellois (° 15 décembre 1686).
- 4 mai : Antonio Pollarolo, compositeur et organiste italien (° 12 novembre 1676).
- 27 août : Johann Caspar Ferdinand Fischer, compositeur allemand (° 6 septembre 1656).
- 10 décembre : Teodorico Pedrini, missionnaire lazariste italien, compositeur et claveciniste (° 30 juin 1671).